# Zefirino Agostini
Zefirino Agostini (Verona, 24 settembre 1813 – Verona, 6 aprile 1896) è stato un presbitero italiano, fondatore della congregazione delle suore Orsoline Figlie di Maria Immacolata. È stato proclamato beato da papa Giovanni Paolo II nel 1998.

## Biografia
Fu ordinato sacerdote nel 1837 e il suo primo incarico fu quello di responsabile dell'oratorio e della catechesi nella vasta a povera parrocchia dei Santi Nazaro e Celso a Verona; accanto alle responsabilità pastorali, ebbe anche il compito di coadiutore di curia.
Nel 1845 fu nominato parroco di Santi Nazaro e Celso.
Agostini animava un oratorio femminile nel quale si formò un gruppo di collaboratrici al quale affidò la scuola di carità per fanciulle della parrocchia: nel 1860 alcune di quelle maestre iniziarono a condurre vita comune e nel 1869 diedero vita alla congregazione delle Orsoline Figlie di Maria Immacolata.
Zefirini resse la parrocchia per oltre 50 anni, fino alla morte che lo colse nel 1896.

## Il culto
Il 22 gennaio 1991 papa Giovanni Paolo II ha decretato le sue "virtù eroiche" riconoscendole il titolo di venerabile.
Lo stesso pontefice l'ha proclamato beato in Piazza San Pietro a Roma il 25 ottobre 1998.